# Hans Olofsson (silversmed)
Hans Olofsson, omtalad 1544–1581, var en svensk guldsmed, en yrkesbeteckning som förr även inefattade silverarbete.
Hans Olofsson eller Hans guldsmed, arbetade för kungliga hovet 1544–1581, och blev rådman i Stockholm 1568. Genom ett kvitto av hans hand, signerat med hans bomärke har man kunnat knyta honom till fyra bevarade silverföremål. En bägare, daterad 1554 i Kulturens samlingar är det äldsta svenska föremål som kunnat knytas till en specifik guldsmed. Bland hans övriga föremål märks en sigillkapsel till Stockholms stads privilegiebrev daterad 1563, en nattvardskalk i Munsö kyrka, och en nattvardskalk för Vansö kyrka.
Hans Olofsson anges som död 1584.